# Naslouchač
Naslouchač je první díl pentalogie ze série Naslouchač, kterou napsala česká spisovatelka Petra Stehlíková. Následoval druhý díl s názvem Faja (2017), oba díly jsou dostupné i v audioverzi. Třetí díl série vyšel až čtyři roky poté a nese název Nasterea (2021). Čtvrtý díl (Urla) vyšel v roce 2024. 
Naslouchač vycházel nejprve na internetových stránkách pro začínající autory pod názvem Nastereu de venin, jako knihu jej vydalo nakladatelství Host.

## Děj
Příběh knihy se odehrává v roce 2346, kdy je svět díky Velké válce rozdělen na obyvatelnou část, kde může lidstvo stále přežívat, a na zamořenou část, která je kontaminovaná jedovatými plyny. Tyto dvě části od sebe rozděluje štít, který je poháněn energií z nerostu zvaného sklenit. O sklenitový štít se stará národ sklenařů, kteří jako jediní umí s tímto minerálem pracovat, ale platí za to nemalou cennou. Štít totiž pohlcuje jakoukoliv energii ve své blízkosti, takže jsou sklenaři odsouzeni k životu, který připomíná doby dávno mrtvých králů. Zároveň kvůli jejich schopnostem těžit sklenit si je lidé z nížin zotročili, nutili je pracovat v nelidských podmínkách a kvůli neustálému vystavování se tomuto nerostu se u sklenařů začaly objevovat různé nemoci, deformace či chybějící končetiny.
Třináctiletá dívka jménem Ilan se zázračně narodila bez jakýchkoli znetvoření a k tomu ještě s výjimečným darem naslouchat sklenitu. Aby ale mohla mít alespoň o něco lepší život a aby ji neodtrhli od rodiny, tak se celé své dětství vydává za chlapce a je skryta pod maskou a hábitem, jenž museli nosit všichni sklenaři. Její rozvíjející schopnosti ale nešly utajit na dlouho a povšiml si jich kapitán pětadvacítky. Pětadvacítka je mužstvo bojovníků z nížin, které má za úkol chránit sklenaře před záhadnými a velmi nebezpečnými tvory zvanými Nasterea, kteří vznikli za štítem v jedovatém ovzduší a začali pronikat na území lidí. Kapitán pětadvacítky si najal Ilan na práci se sklenitem, aniž by tušil, že je dívka. Dívky měly přísně zakázáno pracovat s tímto nerostem. 
Ilan se tak musí naučit žít a vycházet s lidmi, kteří ji zotročili a uchránit své tajemství.

## Přijetí
Vlaďka Šumberová na serveru iDnes.cz označila celou sérii za „fenomenální počin“ a její kvality srovnala se světovou produkcí, což je pozoruhodné především v žánru ovládaném spíše mužskými autory. Jako silnou stránku díla vnímala především jazyk, který je bohatý na neologismy, avšak text přesto neztrácí čtivost. Četná slova z rumunštiny, některá z nich počeštěná, vzbuzují pozornost čtenářů. Sama autorka označila rumunštinu za krásnou, ale opomíjenou ve srovnání s angličtinou či francouzštinou – a rovněž ve srovnání s oblíbeným rumunským folklorem. Veronika Mahdalová popsala v recenzi kontrast dvou civilizací jako „fascinující“ a ocenila, že se autorce podařilo na necelých čtyřech stech stranách „vystavět zajímavý a komplexní svět“, který funguje i mimo hlavní dějovou linii.
V souvislosti s vydáním audioknihy v roce 2019 napsal Jiří G. Růžička, že text získal překvapivou aktuálnost v době pandemie covidu-19. Knihou samotnou nicméně označil za „vcelku banální“ dílo o spasiteli ve stylu románu Duna, přičemž zkritizoval i jednoznačné rozdělení postav na dobré a zlé a pochválil jen schopnost líčení prostředí.